# 鵠沼駅
鵠沼駅（くげぬまえき）は、神奈川県藤沢市鵠沼松が岡一丁目にある、江ノ島電鉄の駅である。駅番号はEN04。

## 歴史
- 1902年（明治35年）9月1日：開業。
- 1982年（昭和57年）4月23日：境川橋梁掛け替えと駅舎改良工事のため、旧藤ヶ谷停車場跡地に仮駅を設置。
- 1985年（昭和60年）5月25日：駅舎地下化の改良工事完成、復旧。
- 2014年（平成26年）4月8日：エレベーター使用開始、新設改札口使用開始。
- 2022年（令和4年）9月16日：無人駅となる[1]。

## 駅構造
島式ホーム1面2線を有する地上駅で、交換施設を有する無人駅である。
駅舎は半地下に設置されており、交通系ICカードやタッチ決済・QR決済の簡易改札機も設置されている。
鎌倉方の分岐器は境川に架かる橋の江ノ島方にあるため、橋上には上下線用の曲線軌道がある。当駅は上下線ともホームまでの構内有効長があり、江ノ電の交換駅では唯一の、同時進入が許容される警戒信号が現示可能な4灯式場内信号機となっている(現法規では、出発側の安全側線が必要)。それに対応して遠方信号機も減速現示が行えるものとなっている。このため、当駅での交換待ちの列車は、対向列車のホーム進入とほぼ同時に発車している。
当駅では江ノ島電鉄で唯一の上下移動設備（エレベーター）が設置されている。ホームが狭いため駅舎付近に設置することができなかったことから、エレベーター専用の改札口が新たに開設された。改札口には、自動改札機タッチ決済・QR決済リーダーとICカードチャージ機が設置されている。

### のりば
| 番線 | 路線         | 方向 | 行先                             |
| ---- | ------------ | ---- | -------------------------------- |
| 1    | 江ノ島電鉄線 | 上り | 藤沢方面                         |
| 2    | 江ノ島電鉄線 | 下り | 江ノ島・稲村ヶ崎・長谷・鎌倉方面 |

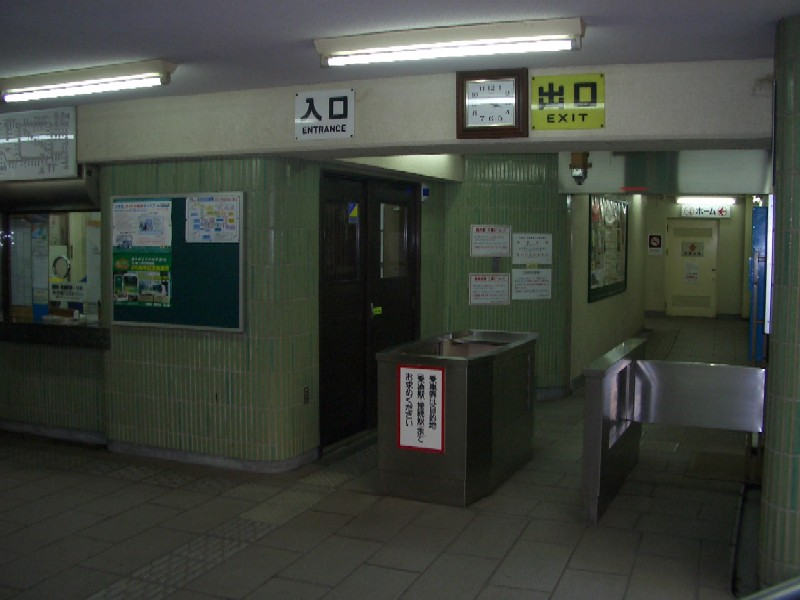
地下にある改札口。（2004年10月）
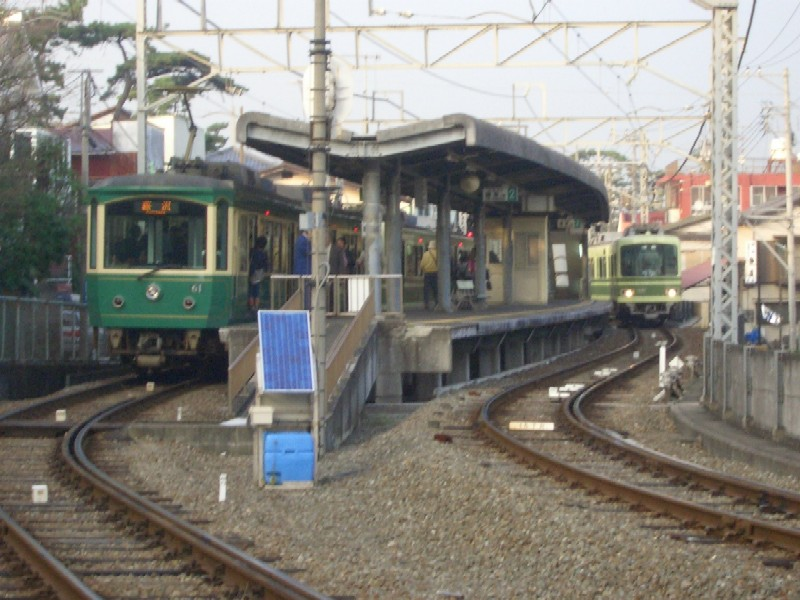
鎌倉方からホームを望む。（2004年10月）

## 利用状況
2021年（令和元年）度の1日平均乗降人員は3,313人であり、江ノ電全15駅中8位。
近年の1日平均乗降・乗車人員推移は下記の通り。
| 年度               | 1日平均 乗降人員 | 1日平均 乗車人員 | 出典     |
| ------------------ | ---------------- | ---------------- | -------- |
| 1995年（平成07年） |                  | 1,972            | [ * 1 ]  |
| 1998年（平成10年） |                  | 1,858            | [ * 2 ]  |
| 1999年（平成11年） |                  | 1,833            | [ * 3 ]  |
| 2000年（平成12年） |                  | 1,777            | [ * 3 ]  |
| 2001年（平成13年） |                  | 1,745            | [ * 4 ]  |
| 2002年（平成14年） | 4,820            | 1,775            | [ * 5 ]  |
| 2003年（平成15年） | 4,960            | 1,762            | [ * 6 ]  |
| 2004年（平成16年） | 4,989            | 1,729            | [ * 7 ]  |
| 2005年（平成17年） | 5,100            | 1,737            | [ * 8 ]  |
| 2006年（平成18年） | 4,687            | 1,751            | [ * 9 ]  |
| 2007年（平成19年） | 4,566            | 1,502            | [ * 10 ] |
| 2008年（平成20年） | 4,538            | 1,440            | [ * 11 ] |
| 2009年（平成21年） | 4,429            | 1,405            | [ * 12 ] |
| 2010年（平成22年） | 4,258            | 1,355            | [ * 13 ] |
| 2011年（平成23年） | 4,206            | 1,308            | [ * 14 ] |
| 2012年（平成24年） | 4,334            | 2,224            | [ * 15 ] |
| 2013年（平成25年） | 4,431            | 2,118            | [ * 16 ] |
| 2014年（平成26年） | 4,573            | 2,200            | [ * 17 ] |
| 2015年（平成27年） | 4,730            | 2,290            | [ * 18 ] |
| 2016年（平成28年） | 4,802            | 2,334            | [ * 19 ] |
| 2017年（平成29年） | 4,257            | 2,168            | [ * 20 ] |
| 2018年（平成30年） | 4,365            | 2,230            | [ * 21 ] |
| 2019年（令和元年） | 4,278            | 2,187            | [ * 22 ] |
| 2020年（令和02年） | 2,964            | 1,507            | [ * 23 ] |
| 2021年（令和03年） | 3,313            | 1,696            | [ * 24 ] |
| 2022年（令和04年） |                  | 1,897            | [ * 25 ] |

## 駅周辺
周辺は住宅街である。
- 境川
- 湘南学園中学校・高等学校
- 鵠沼賀来神社(神社銘板はサーフボードの形をした石で出来ている)
- 鵠沼駅前郵便局

### バス路線
駅前にバス停はない。500m程東の国道467号上にある「新屋敷」が最寄りバス停。特記以外は全路線江ノ電バスによる運行。
- 北方向
  - F3・F31・F35 - 藤沢駅南口行
  - 藤77 - 藤沢駅北口行（神奈川中央交通） ※海の日限定
- 南方向
  - F3 - 江ノ島行
  - F31 - 湘南港桟橋行 ※土休日朝1本
  - 藤77 - 辻堂駅南口行（江の島経由、神奈川中央交通） ※海の日限定

## 隣の駅
江ノ島電鉄
 江ノ島電鉄線
柳小路駅 (EN03) - 鵠沼駅 (EN04) - 湘南海岸公園駅 (EN05)